# ウェズリー・マシューズ
- ウェスリー・マシューズ

ウェズリー・ジョエル・マシューズ・ジュニア（Wesley Joel Matthews Jr., 1986年10月14日 - ）は、アメリカ合衆国テキサス州サンアントニオ出身のプロバスケットボール選手。ポジションはシューティングガードまたはスモールフォワード。

## 来歴
ウェスリー・ジュニアは、バスケットボール選手だった父、ウェス・マシューズがサンアントニオ・スパーズに所属していた時に、テキサス州サンアントニオで生まれた。その後もアメリカ各地やヨーロッパ諸国を点々とする生活を送った後、高校はウィスコンシン州のジェームズ・マディソン・メモリアル高等学校に通い、サッカー部でも活躍した。大学はマーケット大学に4年間在籍し、4年生時は平均18.3点を記録したものの、2009年のNBAドラフトでは、どのチームからも指名されず、ユタ・ジャズのトレーニングキャンプに参加し、選手契約を勝ち取る。

### ユタ・ジャズ
1年目の2009-10シーズンは全82試合に出場した(48試合先発)。

### ポートランド・トレイルブレイザーズ
2010-11シーズン開幕前の2010年夏に制限付きフリーエージェントとなり、ポートランド・トレイルブレイザーズから提示された5年3400万ドルのオファーシートにサイン。一方ジャズは、カルロス・ブーザーらとの契約交渉を控えていたこともあり、評価が急上昇したマシューズの再契約を見送り、ブレイザーズへの移籍が決まった。
ブレイサーズ移籍後はブランドン・ロイに代わり、シューティングガードの先発選手として奮闘し、2013-14シーズンはレギュラーシーズン全試合に先発として出場する堅牢さを見せたが、2015年3月5日のダラス・マーベリックス戦で、左足のアキレス腱断裂の重傷を負ってしまった。

### ダラス・マーベリックス
2015-16シーズン開幕前の2015年7月9日、ダラス・マーベリックスと4年契約を締結。開幕戦のフェニックス・サンズで先発出場し、111-95で勝利に貢献。前述の重傷から見事に復帰。12月6日のワシントン・ウィザーズ戦では、36得点に加え10本の3ポイントシュートを決めた。
2017-18シーズンの2018年3月12日、足の負傷によって残りシーズン全休が決まった。

### ニューヨーク・ニックス
2018-19シーズンのトレード期限前の2019年1月31日、クリスタプス・ポルジンギス絡みの大型トレードによりニューヨーク・ニックスへ移籍したが、2試合に出場した後にニックスから解雇された。

### インディアナ・ペイサーズ
2019年2月10日にインディアナ・ペイサーズとのシーズン終了までの契約に合意した。

### ミルウォーキー・バックス
2019-20シーズンは選手層の厚いミルウォーキー・バックスに所属し、ダンテ・ディヴィンチェンゾやパット・コノートンと出場時間を分け合いながらもほとんどの試合で先発出場した。プレーオフでも全試合に先発出場したが、カンファレンス準決勝でマイアミ・ヒートに敗れた。オフにプレイヤーオプションを破棄してFAとなった。

### ロサンゼルス・レイカーズ
2020年11月20日にロサンゼルス・レイカーズとの契約に合意した。

### バックスに復帰
2021年12月3日に古巣であるミルウォーキー・バックスとのシーズン終了までの契約に合意した。
2022年7月6日にバックスとの再契約に合意した。

### アトランタ・ホークス
2023年7月22日にアトランタ・ホークスとの契約に合意した。

## 個人成績

### NBA

#### レギュラーシーズン
| シーズン  | チーム    | GP  | GS  | MPG  | FG%  | 3P%  | FT%  | RPG | APG | SPG | BPG | TO  | PPG  |
| --------- | --------- | --- | --- | ---- | ---- | ---- | ---- | --- | --- | --- | --- | --- | ---- |
| 2009–10   | UTA       | 82* | 48  | 24.7 | .483 | .382 | .829 | 2.3 | 1.5 | .8  | .2  | 1.1 | 9.4  |
| 2010–11   | POR       | 82  | 69  | 33.6 | .449 | .407 | .844 | 3.1 | 2.0 | 1.2 | .1  | 1.7 | 15.9 |
| 2011–12   | POR       | 66* | 53  | 33.8 | .412 | .383 | .860 | 3.4 | 1.7 | 1.5 | .2  | 1.1 | 13.7 |
| 2012–13   | POR       | 69  | 69  | 34.8 | .436 | .398 | .797 | 2.8 | 2.5 | 1.3 | .3  | 1.6 | 14.8 |
| 2013–14   | POR       | 82  | 82  | 33.9 | .441 | .393 | .837 | 3.5 | 2.4 | .9  | .2  | 1.3 | 16.4 |
| 2014–15   | POR       | 60  | 60  | 33.7 | .448 | .389 | .752 | 3.7 | 2.3 | 1.3 | .2  | 1.4 | 15.9 |
| 2015–16   | DAL       | 78  | 78  | 33.9 | .388 | .360 | .863 | 3.1 | 1.9 | 1.0 | .2  | 1.0 | 12.5 |
| 2016–17   | DAL       | 73  | 73  | 34.2 | .393 | .363 | .816 | 3.5 | 2.9 | 1.1 | .2  | 1.4 | 13.5 |
| 2017–18   | DAL       | 63  | 62  | 33.8 | .406 | .381 | .822 | 3.1 | 2.7 | 1.2 | .3  | 1.3 | 12.7 |
| 2018–19   | DAL       | 44  | 44  | 29.8 | .414 | .380 | .791 | 2.3 | 2.3 | .8  | .3  | 1.3 | 13.1 |
| 2018–19   | NYK       | 2   | 1   | 27.0 | .211 | .200 | .800 | 1.5 | 2.5 | .5  | .5  | 1.0 | 7.0  |
| 2018–19   | IND       | 23  | 23  | 31.5 | .386 | .369 | .854 | 2.8 | 2.4 | .9  | .2  | 1.3 | 10.9 |
| 2018-19計 | 2018-19計 | 69  | 68  | 30.3 | .400 | .372 | .810 | 2.5 | 2.3 | .8  | .2  | 1.3 | 12.2 |
| 2019–20   | MIL       | 67  | 67  | 24.4 | .396 | .364 | .765 | 2.5 | 1.4 | .6  | .1  | .6  | 7.4  |
| 2020–21   | LAL       | 58  | 10  | 19.5 | .353 | .335 | .854 | 1.6 | .9  | .7  | .3  | .4  | 4.8  |
| 2021–22   | MIL       | 49  | 14  | 20.5 | .395 | .338 | .786 | 1.9 | .7  | .5  | .2  | .4  | 5.1  |
| 2022–23   | MIL       | 52  | 0   | 15.8 | .363 | .315 | .857 | 2.2 | .7  | .4  | .3  | .3  | 3.4  |
| 2023–24   | ATL       | 36  | 3   | 11.5 | .351 | .348 | .750 | 1.5 | .6  | .4  | .3  | .2  | 3.1  |
| 通算      | 通算      | 986 | 757 | 29.0 | .419 | .375 | .823 | 2.8 | 1.9 | .9  | .2  | 1.1 | 11.4 |

- 2011-12シーズンは66試合、2019-20シーズンは73試合でそれぞれ打ち切り

#### プレーオフ
| シーズン | チーム | GP | GS | MPG  | FG%  | 3P%  | FT%   | RPG | APG | SPG | BPG | TO  | PPG  |
| -------- | ------ | -- | -- | ---- | ---- | ---- | ----- | --- | --- | --- | --- | --- | ---- |
| 2010     | UTA    | 10 | 10 | 37.1 | .386 | .357 | .813  | 4.4 | 1.7 | 1.8 | .5  | 1.5 | 13.2 |
| 2011     | POR    | 6  | 6  | 33.7 | .474 | .381 | .842  | 1.2 | 1.0 | .7  | .2  | 1.2 | 13.0 |
| 2014     | POR    | 11 | 11 | 38.7 | .412 | .324 | .813  | 3.9 | 1.3 | 1.3 | .5  | 2.0 | 14.5 |
| 2016     | DAL    | 5  | 5  | 34.6 | .333 | .286 | .789  | 3.6 | 1.2 | 1.2 | .0  | .8  | 13.0 |
| 2019     | IND    | 4  | 4  | 29.8 | .300 | .333 | 1.000 | 2.5 | 2.0 | .8  | .3  | 2.0 | 7.0  |
| 2020     | MIL    | 10 | 10 | 24.6 | .421 | .395 | .700  | 1.8 | .9  | .9  | .4  | .7  | 7.2  |
| 2021     | LAL    | 6  | 1  | 18.3 | .303 | .280 | 1.000 | 1.7 | .3  | .3  | .0  | .0  | 5.5  |
| 2022     | MIL    | 12 | 12 | 28.7 | .391 | .400 | .667  | 3.1 | 1.2 | .8  | .3  | .5  | 6.2  |
| 2023     | MIL    | 2  | 0  | 20.6 | .444 | .571 | ---   | 1.5 | .5  | 1.0 | .5  | .0  | 6.0  |
| 通算     | 通算   | 66 | 59 | 30.8 | .391 | .352 | .808  | 2.9 | 1.2 | 1.0 | .3  | 1.0 | 9.9  |

### カレッジ
| シーズン | チーム     | GP  | GS  | MPG  | FG%  | 3P%  | FT%  | RPG | APG | SPG | BPG | PPG  |
| -------- | ---------- | --- | --- | ---- | ---- | ---- | ---- | --- | --- | --- | --- | ---- |
| 2005–06  | マーケット | 23  | 13  | 24.9 | .399 | .438 | .788 | 4.0 | 2.2 | 1.3 | .2  | 9.0  |
| 2006–07  | マーケット | 34  | 34  | 31.2 | .438 | .288 | .770 | 5.3 | 2.2 | 1.4 | .1  | 12.6 |
| 2007–08  | マーケット | 35  | 35  | 28.9 | .434 | .313 | .790 | 4.4 | 1.7 | 1.0 | .3  | 11.3 |
| 2008–09  | マーケット | 35  | 35  | 34.0 | .475 | .368 | .829 | 5.7 | 2.5 | 1.2 | .5  | 18.3 |
| 通算     | 通算       | 127 | 117 | 30.2 | .444 | .341 | .799 | 4.9 | 2.1 | 1.2 | .3  | 13.2 |

## プレースタイル
厳しいディフェンスをする選手として知られている。相手チームのエースシューターに密着ディフェンスを行い、チャンスを摘み取っていく。オフェンスでは3ポイントシュートを得意とする3＆Dのウィング。

## その他
- 父で同姓同名のウェスリー・マシューズ・シニアも元バスケットボール選手で、現役時代はサンアントニオ・スパーズやロサンゼルス・レイカーズに所属し、、1987-88年のレイカーズのファイナル2連覇も経験している。
- 2015年7月、ポートランド・トレイルブレイザーズからFA宣言していたマシューズは、ダラス・マーベリックスと契約したが、これには深い訳があった。マシューズは以前からデアンドレ・ジョーダンと一緒にプレーすることを望んでいたらしく、ジョーダンがマーベリックスと仮契約したためにマシューズもマーベリックスと契約した。仮にジョーダンが、それまで所属していたロサンゼルス・クリッパーズと再契約した場合は、クリッパーズと契約するつもりだったという。しかしジョーダンは、猶予期間が明けた7月9日に、クリッパーズ陣営の説得に応じて、マーベリックスとの事前合意を破棄してクリッパーズと再契約してしまった。そこでマーク・キューバンオーナーはマシューズと面談し、「もし彼 (ジョーダン) と一緒にプレーしたいのなら、君も我々との関係を断ってくれてもいいんだ」と呼び掛けたが、マシューズは「僕はマーベリックスの一員として闘うつもりだ」と返答したという。その熱意を感じたマーベリックス陣営は、事前合意していた4年5700万ドルの契約を見直し、前述の重傷からのリハビリ中だったにも拘らず4年7000万ドルのマックス契約を与えた。因みにジョーダンは2018年にマーベリックスに加入している。

- 古巣のポートランド・トレイルブレイザーズに対しては、2015年夏に自身をはじめラマーカス・オルドリッジ、ニコラス・バトゥム、ロビン・ロペスなどを放出した事に対して、「彼らは僕らの事を全然信用していなかった」と非難している[12]。